# Santa Barbará
Santa Barbará är en ort i Colombia.   Den ligger i departementet Santander, i den centrala delen av landet, 290 km norr om huvudstaden Bogotá. Santa Barbará ligger 1 913 meter över havet och antalet invånare är 291.
Terrängen runt Santa Barbará är bergig åt sydost, men åt nordväst är den kuperad. Santa Barbará ligger nere i en dal. Runt Santa Barbará är det ganska glesbefolkat, med 34 invånare per kvadratkilometer. Närmaste större samhälle är Piedecuesta, 15,7 km väster om Santa Barbará. I omgivningarna runt Santa Barbará växer i huvudsak städsegrön lövskog.